# Wapen van Bergen op Zoom

Het wapen van de gemeente Bergen op Zoom

Het wapen van Bergen op Zoom is het wapen van de Noord-Brabantse gemeente Bergen op Zoom. Het gebruik van het wapen door de gemeente werd op 16 juli 1817 per Koninklijk Besluit bevestigd.

## Geschiedenis
Het wapen van Bergen op Zoom is afgeleid van het zegel dat de stad voerde, waarvan de oudst bekende afdruk uit 1276 dateert. Dit zegel toont het wapen van Breda-Schoten, met drie Andreaskruizen. In de zestiende eeuw verschijnen de drie bergen, eerst op bedelpenningen en pas later op het stadszegel. In 1588 verschijnt een gedenkpenning van de stad met daarop de drietoppige berg. In 1622 verschijnen twee wildemannen als schildhouders.

## Blazoen
De beschrijving van het wapen van Bergen op Zoom luidt als volgt:
Van keel, beladen met drie Sint Andrieskruisen van zilver, staande twee en een, en pointe een berg van sijnople.
N.B.:
- De heraldische kleuren van het wapen zijn: keel (rood), zilver (wit), sijnople (groen) en goud (geel). Niet vermeld in de beschrijving, maar wel aanwezig op de tekening zijn een oude markiezenkroon, de schildhouders (twee wildemannen) en de ondergrond.
- Groen op rood is volgens de regels van de heraldiek niet toegestaan, daarmee is dit wapen een raadselwapen.[4]

## Verwante heraldiek
De volgende wapens zijn verwant aan dat van Bergen op Zoom.

De vlag van Bergen op Zoom
Het wapen van Besoijen
Het wapen van Breda
Het wapen van Dinteloord
Het wapen van Cromstrijen
Het wapen van Grote Lindt
Het wapen van Klaaswaal
Het wapen van Kleine Lindt
Het wapen van Klundert
Het wapen van Made en Drimmelen
Het wapen van Numansdorp
Het wapen van Willemstad
Het wapen van Westmaas
Het wapen van Zevenbergen
Het wapen van Kamerik

Alphen-Chaam · Altena · Asten · Baarle-Nassau · Bergeijk · Bergen op Zoom · Bernheze · Best · Bladel · Boekel · Boxtel · Breda · Cranendonck · Deurne · Dongen · Drimmelen · Eersel · Eindhoven · Etten-Leur · Geertruidenberg · Geldrop-Mierlo · Gemert-Bakel · Gilze en Rijen · Goirle · Halderberge · Heeze-Leende · Helmond · 's-Hertogenbosch · Heusden · Hilvarenbeek · Laarbeek · Land van Cuijk · Loon op Zand · Maashorst · Meierijstad · Moerdijk · Nuenen, Gerwen en Nederwetten · Oirschot · Oisterwijk · Oosterhout · Oss · Reusel-De Mierden · Roosendaal · Rucphen · Sint-Michielsgestel · Someren · Son en Breugel · Steenbergen · Tilburg · Valkenswaard · Veldhoven · Vught · Waalre · Waalwijk · Woensdrecht · Zundert